# Lepidoblepharis emberawoundule
Lepidoblepharis emberawoundule — вид геконоподібних ящірок родини Sphaerodactylidae. Ендемік Панами. Описаний у 2015 році.

## Поширення і екологія
Lepidoblepharis emberawoundule відомі за кількома зразками, зібраними в регіоні Ґуна-Яла на півночі Панами. Вони живуть у вологих тропічних лісах.

## Етимологія
Вид L. emberawoundule був названий на честь трьох корінних народів Панами: ембера, вунаан і дуле (куна).